# Kasteel van Le Rœulx
Het Kasteel van Le Rœulx of het kasteel van de Prinsen van Croÿ ligt op het hoogste punt van een kleine plateau tussen de rivieren Zenne en Hene in de gemeente Le Rœulx in de provincie Henegouwen. Het kasteel is sinds 1433 eigendom van de familie Croÿ die dat jaar "de gehele grond, dorp, domein en titel" van Jacoba van Beieren, gravin van Henegouwen, geschonken kregen. Om precies te zijn schonk Jacoba van Beieren het hele gebied van Rœulx aan Anton van Croÿ, kamerheer van Filips de Goede.
Het huidige gebouw werd gebouwd op de fundamenten van een rechthoekige 16e-eeuwse vesting. De twee vleugels werden toegevoegd in de 18e eeuw.

## Het park
Het 45 hectare grote park, omvat twee meren en het bevat een aantal zeldzame boomsoorten. In dit park zijn nog enkele overblijfselen van de Abdij van Saint-Feuillien, gesticht in 1125.